# 紫斑杜鹃
紫斑杜鹃（学名：Rhododendron strigillosum var. monosematum）为杜鹃花科杜鹃花属下的一个变种。

## 扩展阅读
- 維基物種上的相關：紫斑杜鹃